# Limnophila poilanei
Limnophila poilanei är en grobladsväxtart som beskrevs av T. Yamazaki. Limnophila poilanei ingår i släktet Limnophila och familjen grobladsväxter. Inga underarter finns listade i Catalogue of Life.